# Viola Davis
Viola Davis, född 11 augusti 1965 i St. Matthews i South Carolina, är en amerikansk skådespelare och producent. 
2009 blev Viola Davis nominerad till en Oscar för bästa kvinnliga biroll för sin roll som Mrs. Miller i Tvivel. För samma roll blev hon även nominerad till Golden Globes och Screen Actors Guild Awards. Davis har även framträtt på Broadway och vann 2001 en Tony för bästa kvinnliga skådespelare i en uppsättning av King Hedley II av August Wilson. Redan 1996 blev hon nominerad till sin första Tony i pjäsen Seven Guitars, även den av Wilson. 2015 tilldelades hon en Emmy Award i kategorin Bästa huvudroll i en dramaserie för sin roll i How to Get Away with Murder. Hon blev därmed den första afroamerikanska kvinnan att vinna den kategorin. Vid Golden Globe-galan 2017 vann hon pris för sin roll i Fences, för samma roll tilldelades hon även en Oscar i kategorin Bästa Kvinnliga biroll. Det var Davis första Oscarsvinst och totalt tredje nominering. 
I juni 2002 gifte sig Davis med skådespelaren Julius Tennon. År 2011 adopterade Davis och hennes make en dotter.

## Filmografi i urval
| År        | Titel                                   | Info     |
| --------- | --------------------------------------- | -------- |
| 1998      | Pentagon Wars                           |          |
| 2002      | Solaris                                 |          |
| 2002      | Far from Heaven                         |          |
| 2002      | Antwone Fisher                          |          |
| 2005      | Get Rich or Die Tryin'                  |          |
| 2007      | Disturbia                               |          |
| 2008      | Nätterna vid havet                      |          |
| 2008      | The Andromeda Strain                    | TV-serie |
| 2008      | Tvivel                                  |          |
| 2009      | State of Play                           |          |
| 2009      | Law Abiding Citizen                     |          |
| 2010      | Knight and Day                          |          |
| 2010      | Lyckan, kärleken och meningen med livet |          |
| 2010      | It's Kind of a Funny Story              |          |
| 2010      | Trust                                   |          |
| 2011      | Niceville                               |          |
| 2011      | Extremt högt och otroligt nära          |          |
| 2013      | Beautiful Creatures                     |          |
| 2013      | Ender's Game                            |          |
| 2013      | Prisoners                               |          |
| 2014–2018 | How to Get Away with Murder             | TV-serie |
| 2014      | Get on Up                               |          |
| 2015      | Blackhat                                |          |
| 2015      | Custody                                 |          |
| 2016      | Suicide Squad                           |          |
| 2016      | Fences                                  |          |
| 2017      | American Coco                           |          |
| 2018      | Scandal                                 | TV-serie |
| 2018      | Widows                                  |          |
| 2020      | Celebrity IOU                           | TV-serie |
| 2021      | The Suicide Squad                       |          |
| 2021      | The Unforgivable                        |          |
| 2022      | The Woman King                          |          |
| 2023      | Air (film)                              |          |